# Estacioneros
Los estacioneros, también llamados pasioneros, son grupos tradicionales de Paraguay que recorren distintos lugares durante la Semana Santa, entonando cánticos sobre la pasión y muerte de Jesucristo. Esta práctica, transmitida de generación en generación, es una de las expresiones más profundas de la religiosidad popular paraguaya. Se mantiene viva en varias localidades del país, como Ñemby, Tañarandy (San Ignacio), Luque, Areguá, Itauguá, Arroyos y Esteros, Tobatí, Altos y el barrio Loma San Jerónimo de Asunción, entre otras. En agosto de 2024, los estacioneros fueron reconocidos como Patrimonio Cultural Inmaterial Nacional del Paraguay. 
Ñemby cuenta con los grupos de estacioneros más reconocidos del país, frecuentemente mencionados en medios y documentales debido a la antigüedad de la tradición en esta ciudad. En total, hay 10 grupos bien organizados, conformados por varones, mujeres y niños, estos últimos conocidos como "semilleros".  Todos provienen de capillas locales.
La presencia de los estacioneros en las calles es especialmente notable en los barrios del interior del país. Caminan con solemnidad, portando cruces de madera, estandartes y faroles artesanales, mientras entonan cánticos en castellano, guaraní o en jopará. La música entonada, conocida como purahéi asy o purahéi ñembo’e, tiene un tono melancólico y se percibe a lo lejos como un lamento. Cantan siempre a capela, sin acompañamiento instrumental, con influencias de la tradición española y el canto gregoriano.  A su paso, el barrio entero se sume en el silencio. Los vecinos apagan radios y televisores, detienen sus actividades y salen a observar el avance de estos tenores populares de la liturgia. La melancolía de sus cantos y la gravedad de sus letanías crean un ambiente de recogimiento y reflexión, conmoviendo a quienes los escuchan. No es raro que, ante su interpretación, las personas se emocionen hasta las lágrimas, reviviendo a través de la música el sufrimiento de Cristo y el sentido de su sacrificio para la comunidad. 
La actividad de los estacioneros se intensifica el Jueves Santo, aunque en algunas comunidades comienzan su recorrido el miércoles. Durante estas jornadas, visitan capillas y hogares donde se han preparado "calvarios", que pueden ser arcos adornados con hojas de caña o ramas de ka’avove’í, o simplemente mesas con una cruz, imágenes sagradas y velas encendidas. Ante cada calvario, los maestros del grupo se arrodillan, mientras los cantores interpretan cánticos alusivos a la Pasión de Cristo. Cuando el recorrido se detiene en una vivienda, el dueño de casa les agradece ofreciéndoles chipa, mbeju, sopa, cigarros o, en algunas localidades, incluso caña. 
El Viernes Santo, algunos grupos, como los de Ñemby, participan activamente en la lectura de las Siete Palabras en la iglesia, mientras que en otras comunidades no se les permite integrarse a la liturgia oficial. Durante la noche, los estacioneros continúan su recorrido por los hogares, entonando cánticos hasta la medianoche, marcando así el cierre de su participación en la Semana Santa.
En ciertas localidades, la tradición de los estacioneros se extiende a otras celebraciones religiosas, como el Curuzú Ara del 3 de mayo,  el Día de los Difuntos y los novenarios.

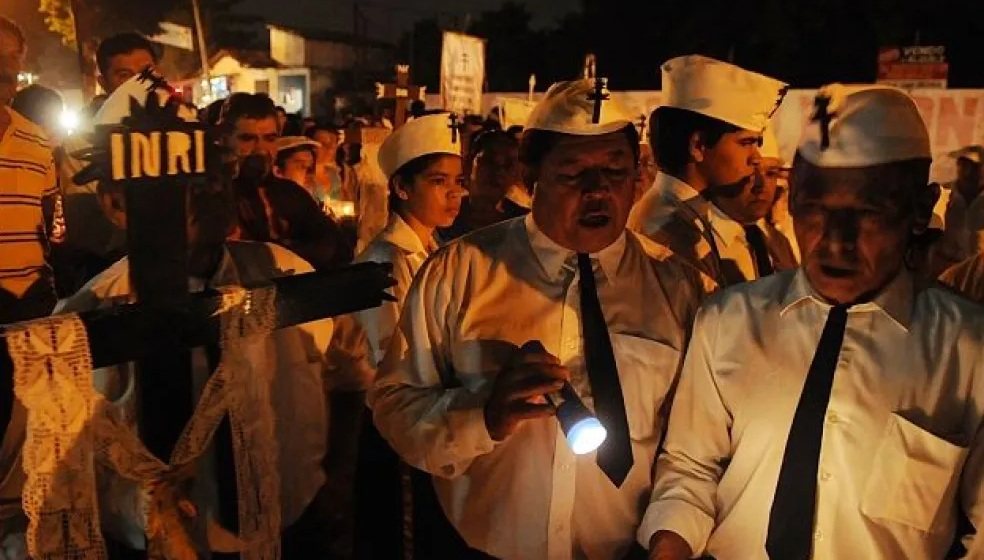
Estacioneros del barrio San Jerónimo de Asunción, entonando sus cánticos de lamento por la Pasión de Cristo.

## Hipótesis sobre sus orígenes
Los estacioneros son una tradición religiosa popular de Paraguay que ha sido considerada un símbolo de la identidad cultural mestiza del país. Aunque se suele afirmar que su origen es colonial o que se transmite desde generaciones antiguas, no existen pruebas históricas concluyentes que respalden esta visión.  Algunos estudios sugieren que la tradición pudo haber nacido durante la época de los Jesuitas y Franciscanos,  pero no hay documentación clara que explique cómo evolucionó esta costumbre hasta convertirse en lo que hoy conocemos como estacioneros.

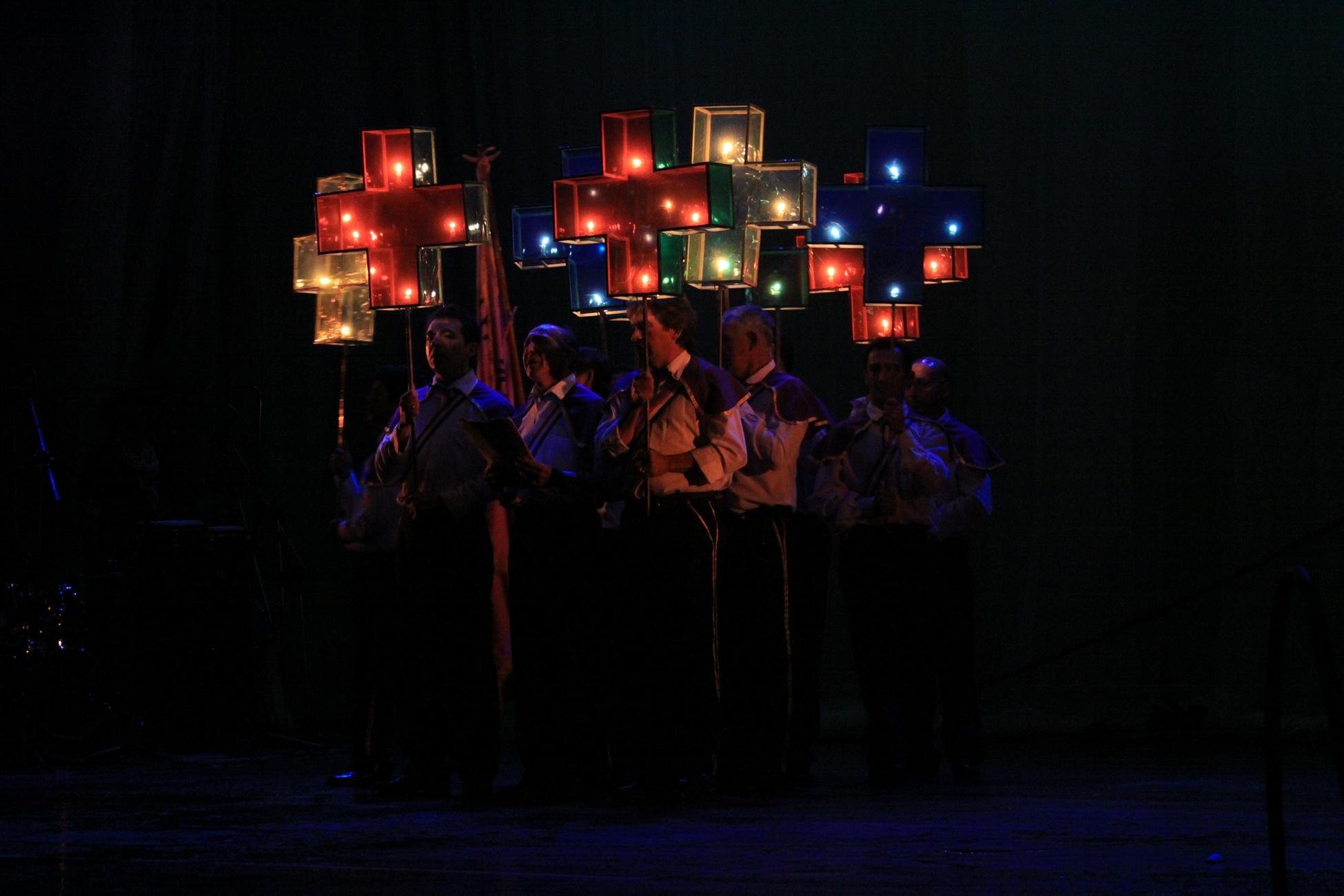
Estacioneros portando faroles en forma de cruz, durante la celebración de la Semana Santa en Paraguay

El término "estacionero" es exclusivo de Paraguay, y si bien algunos paralelismos se han hecho con las tradiciones españolas, como los pasioneros de Salamanca del siglo XVI, los estacioneros paraguayos parecen haber tenido un desarrollo independiente. Estos grupos no tienen relación directa con los pasioneros de España, quienes eran clérigos formados y encargados de los oficios religiosos.  En cambio, los estacioneros paraguayos emergieron como una expresión popular de la fe, sin la intervención directa de la Iglesia. 
La tradición de los estacioneros pudo haber tomado forma en el siglo XX, especialmente entre 1920 y 1940, cuando los grupos comenzaron a consolidarse en varias localidades de Paraguay. En Ñemby, por ejemplo, el primer grupo registrado oficialmente fue la Sociedad Católica Amparo Seguro de los Cristianos, fundada en 1948.  Aunque algunos de los miembros de la tradición aseguran que esta se transmitió de generación en generación desde tiempos más remotos, la evidencia fotográfica y documental más antigua data de los años 1960.
A principios del siglo XX, especialmente alrededor de 1920, la Iglesia Católica en Paraguay atravesaba una crisis profunda debido a la falta de sacerdotes. Esta escasez dificultaba la realización de misas y otros servicios religiosos en muchas comunidades. Ante esta situación, la población, al ver que no había suficientes curas para guiarles en sus prácticas religiosas, decidió tomar la iniciativa y empezar a organizarse por su cuenta. Esto dio lugar a la creación de formas de religiosidad popular como los estacioneros. A pesar de ser rechazados por la Iglesia en sus primeros años, con el tiempo los estacioneros fueron ganando visibilidad, especialmente en la década de 1960 cuando comenzaron a aparecer en los medios de comunicación. 
Si bien los estacioneros comparten rasgos con las cofradías españolas,  como el uso de cruces, estandartes y faroles, nacieron de una iniciativa popular y fueron profundamente influenciados por la cultura paraguaya.

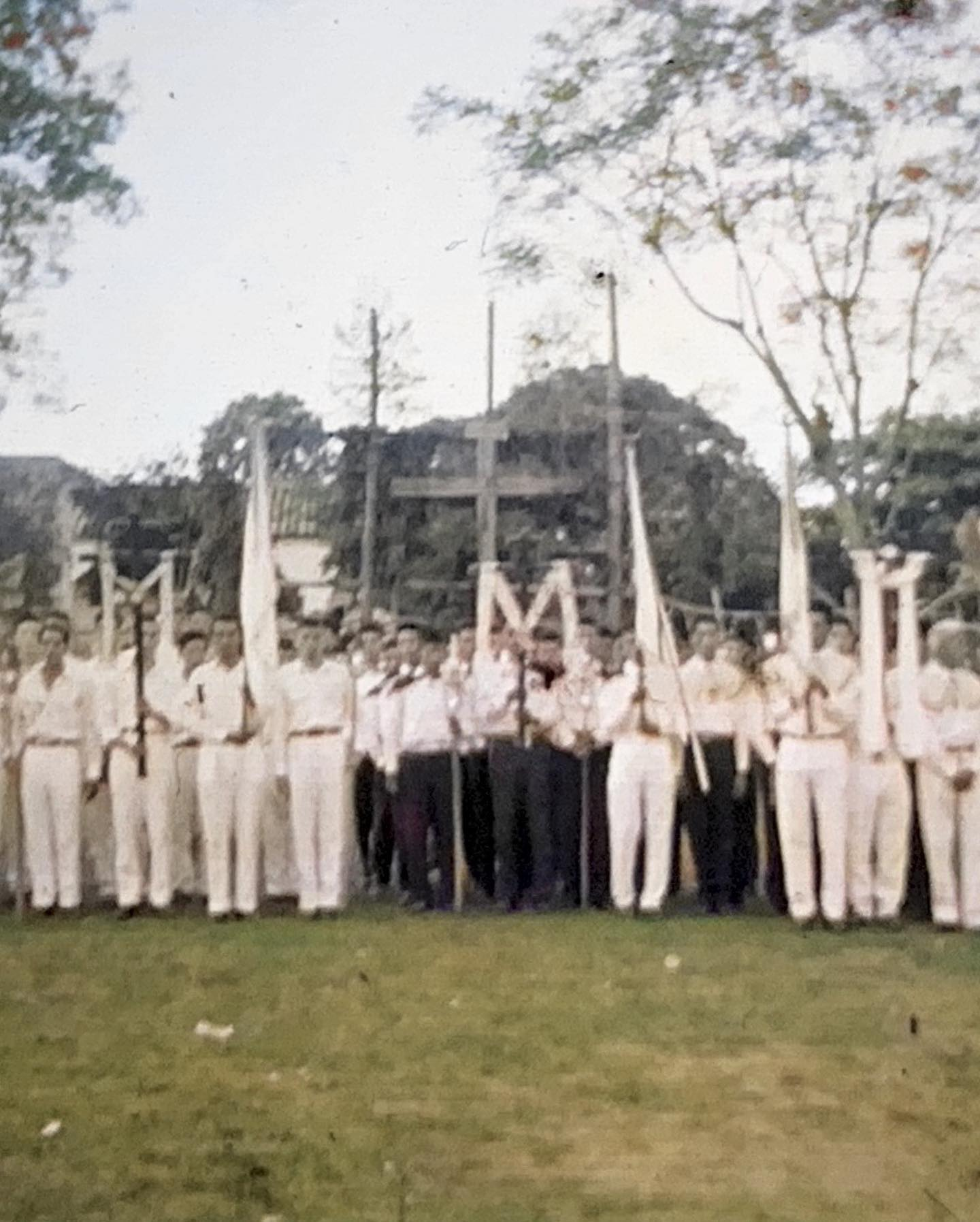
Fotografía de 1963, el registro visual más antiguo conocido de los estacioneros de Ñemby y de todo Paraguay. Del Museo Monseñor Juan Sinforiano Bogarín de Asunción.

## Características
Los estacioneros tienen características diversas que reflejan una tradición religiosa única. A continuación, se describen las más importantes:
- Preparación: Durante la temporada de Cuaresma, los estacioneros se dedican a ensayar y preparar las músicas que interpretarán durante el Vía Crucis. Estos ensayos son esenciales para garantizar la correcta ejecución de sus cánticos, que son una parte fundamental de las celebraciones. [16]
- Composición del grupo: El número ideal de integrantes en un grupo de estacioneros es de 14, correspondiendo a las catorce estaciones de Cristo durante el Vía Crucis. Sin embargo, la cantidad de miembros puede variar según el grupo, pudiendo llegar hasta 18 o 20 personas. Aunque no existen límites estrictos dictados por la tradición, la dificultad técnica aumenta con el tamaño del grupo, ya que a mayor número de integrantes, más complicado resulta mantener la afinación y ajustar las voces. Según testimonios de los propios estacioneros, un grupo de hasta 18 personas puede funcionar bien, pero superar esa cantidad puede dificultar la ejecución adecuada de los cánticos. Además, un grupo     demasiado reducido también puede enfrentar dificultades para lograr la formación tradicional completa. [17]
- Vestimenta: Los cantores suelen usar pantalones oscuros con franjas de color distintivo, fajas negras tejidas y camisas blancas de mangas largas. En el pasado iban descalzos y de luto riguroso, en la actualidad, algunos eligen una vestimenta más colorida, como pantalones y camisas de colores vivos. [18] Los de Ñemby, llevan una pequeña capa o pañoleta bordada con una cruz al hombro y una corbata sencilla, que se considera un símbolo de distinción. Las mujeres suelen usar túnicas y tocas. Los niños o semilleros, visten igual que los hombres.
- Instrumentos y objetos simbólicos: Aunque no utilizan instrumentos musicales, [6] los estacioneros portan objetos simbólicos como un cáliz, una cuerda (similar a la que amarró a Jesús), látigos, faroles, estandartes y cruces labradas artesanalmente. Los objetos que llevan pueden variar según la tradición de cada agrupación.
- Funciones dentro del grupo: Cada miembro de los estacioneros cumple un rol específico. Al frente del grupo se encuentran el guía y el portador de la cruz, quien lleva la cruz adornada con paños u hojas de palma, seguido por el banderero que porta el estandarte o bandera de la agrupación. Los maestros son los encargados de entonar los cánticos a dos voces, con intervalos de tercera mayor y menor, en sol mayor.  [19] Al final del grupo se encuentran los faroleros, quienes marchan a los lados, iluminando el camino mientras siguen a los demás estacioneros.
- Música y cánticos: Los estacioneros interpretan cánticos a capela, en español, guaraní o jopará, con un tono melancólico que evoca un lamento. Estos cánticos, conocidos como purahéi jaheʼo o purahéi asy, están basados en la tradición musical española, pero adaptados con giros melódicos propios de Paraguay, además de la influencia del canto gregoriano, lo que les otorga una atmósfera solemne y profunda. [20]     Estas canciones, transmitidas oralmente, relatan la pasión y muerte de Jesús, alabanzas a la Virgen María y otros temas relacionados con la     Semana Santa.
- El “Kurusu Ñuguaitî”: En algunos lugares, se mantiene viva la tradición del kurusu ñuguãitî, una ceremonia ritual entre grupos de estacioneros. Durante este evento, los grupos se encuentran en el camino y participan en un intercambio de cánticos lastimeros. Cuando los grupos se encuentran, realizan un "requerimiento" preguntando de dónde vienen. El otro grupo responde que vienen "de la casa de Jerusalén al encuentro del Señor". Este intercambio es seguido por un saludo reverente con la bandera, en el que el banderero hace una reverencia tres veces, acercándose poco a poco hasta hacer el "kurusu ñuguaitî". Los cánticos siguen al ritual. [21]
- Competencia de canto: Un aspecto importante de la tradición de los estacioneros es la competencia de cantos, donde dos o más grupos se desafían entre sí a lo largo del camino. Estos enfrentamientos pueden durar horas, hasta el amanecer, y terminan cuando un grupo, el perdedor,     se queda sin canciones. [6]
- Origen y comunidad: Los estacioneros de Ñemby vienen de capillas barriales, [22] mientras que en otras ciudades suelen formar parte de grupos organizados, clubes o clanes familiares. [23] En el caso de Ñemby, su vestimenta refleja los colores del santo patrono de la capilla a la que pertenecen.
- Transmisión de las canciones: Las canciones de los estacioneros se transmiten principalmente de manera oral, y son principalmente anónimas. Esto ha llevado a que algunas canciones se distorsionen con el tiempo, perdiendo parte de su significado original. [24] La cantidad de canciones en el repertorio es motivo de orgullo y competencia entre los grupos de estacioneros.

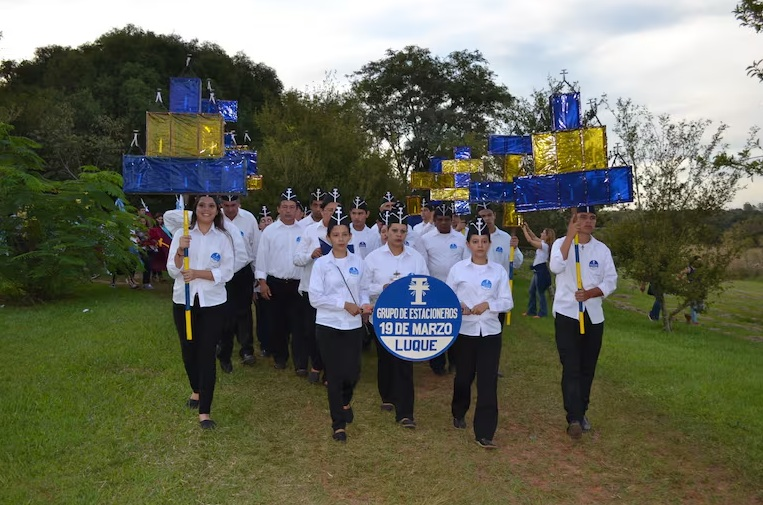
El grupo de estacioneros "19 de Marzo" de Luque durante la Semana Santa en Tañarandy.

## Relevancia e influencia
A través de su música y rituales, los estacioneros no solo rinden homenaje a la pasión y muerte de Cristo, sino que también expresan el mestizaje y las creencias del pueblo paraguayo. A lo largo de los años, han unido a comunidades y generaciones, manteniendo viva una tradición que conecta a las personas con su historia y cultura. Hoy en día, su influencia va más allá de la religión, siendo parte esencial de las celebraciones de Semana Santa en diversas zonas, y su reconocimiento como Patrimonio Cultural Inmaterial del Paraguay en 2024 demuestra su importancia como símbolo de la identidad nacional. 